# Ricardo Laganaro
Ricardo Laganaro, (1 de abril de 1979), é um cineasta, diretor de realidade virtual, coordenador de 3D, supervisor de efeitos visuais, roteirista, podcaster e empresário brasileiro premiado com um Leão no Festival Internacional de Cinema de Veneza e um Primetime Emmy.

## Carreira

### Audiovisual
Em 2006, Laganaro iniciou sua carreira como diretor ao se tornar sócio da Onion Studios. Seus trabalhos na produtora incluem o clipe "Quem já perdeu um sonho aqui?" da banda Hateen, premiado com um VMB, e "Cedo ou Tarde" de NX Zero, acumulando mais de 50 milhões de visualizações no YouTube.
Em 2014, dirigiu um filme imersivo "Portal Cósmico" do Museu do Amanhã e dirigiu o videoclipe "O Farol" de Ivete Sangalo, consolidando-se como o videoclipe 360º mais assistido globalmente no periodo.

### Realidade virtual
Em 2019 ganhou um Leão no Festival Internacional de Cinema de Veneza pelo curta A Linha, narrado por Rodrigo Santoro.
Em 2020, ganhou um Primetime Emmy pelo mesmo curta.
Em 2022, a empresa Meta monta um hub de inovação para discutir a indústria criativa no mundo imersivo juntando nove empreendedores brasileiros de destaque em suas áreas para vislumbrar o metaverso no Brasil, sendo Laganaro um deles.
| “ | Há 200 anos, 100% da nossa atenção estava voltada para o mundo físico. Quando veio a TV a gente já começou a olhar um pouco mais para uma janelinha ali que mostrava outras coisas, virtuais, digitais, que não era o que você via no mundo físico. E no metaverso, quando a gente tiver os óculos, a gente vai substituir ou adicionar camadas adicionais ao mundo físico, o que só vai fazer as coisas mais naturais e mais integradas ao nosso cotidiano. | ” |

Em eventos internacionais como o festival SXSW, em Austin, Texas, ele se destacou como representante brasileiro discutindo realidade virtual.

## Podcasts
Em 2015, Laganaro juntou-se como coapresentador ao "FAQ:21", um podcast que discute a relação entre pessoas e a tecnologia. O programa foi originalmente iniciado por Kris Arruda e Leo Otsuka, e Laganaro coapresentou mais de 110 episódios completos. Em 2022, em colaboração com a escritora, filósofa e jornalista Liliane Prata, Laganaro iniciou o podcast "A Gente Vai Se Falando", um programa que explora uma gama diversificada de tópicos de comportamento e cultura, com referências de filosofia, psicanálise e outras disciplinas. Até agora, o podcast publicou mais de 100 episódios.[carece de fontes?]

## Filmografia

### Audiovisual
| Ano  | Filme                                         | Tipo                                | Função               | Ref.   |
| ---- | --------------------------------------------- | ----------------------------------- | -------------------- | ------ |
| 2006 | Quem já perdeu um sonho aqui? (Banda: Hateen) | Clipe                               | Diretor              |        |
| 2006 | Além de Mim (Banda: NX Zero)                  | Clipe                               | Diretor              |        |
| 2007 | Ira! - Invisível DJ - A Gravação do Disco     | Documentário                        | Diretor              |        |
| 2008 | Cedo ou Tarde (Banda: NX Zero)                | Clipe                               | Diretor              | [ 14 ] |
| 2015 | O Farol (Artista: Ivete Sangalo)              | Clipe 360º                          | Diretor              | [ 15 ] |
| 2015 | "Cosmos" - Portal Cósmico                     | Curta-Metragem Imersivo             | Diretor e roteirista | [ 16 ] |
| 2017 | Step to the Line                              | Curta-Metragem em Realidade Virtual | Diretor e roteirista | [ 17 ] |
| 2019 | A Linha                                       | Curta-Metragem em Realidade Virtual | Diretor e roteirista | [ 18 ] |

### Efeitos Visuais
| Ano  | Filme                               | Diretor                                     | Função                        | Ref.   |
| ---- | ----------------------------------- | ------------------------------------------- | ----------------------------- | ------ |
| 2010 | Chico Xavier                        | Daniel Filho                                | Coordenador de 3D             | [ 19 ] |
| 2010 | VIPs                                | Toniko Melo                                 | Coordenador de 3D             | [ 19 ] |
| 2011 | La Redota - Una Historia de Artigas | César Charlone                              | Coordenador de 3D             | [ 19 ] |
| 2011 | 360                                 | Fernando Meirelles                          | Coordenador de 3D             | [ 19 ] |
| 2011 | Xingu                               | Cao Hamburger                               | Coordenador de 3D             | [ 19 ] |
| 2011 | A Galinha que Burlou o Sistema      | Quico Meirelles                             | Coordenador de 3D             | [ 19 ] |
| 2012 | As Brasileiras                      | Daniel Filho, Cris D'Amato, Tizuka Yamasaki | Supervisor de efeitos visuais | [ 19 ] |

## Prêmios
| Ano  | Filme                                         | Festival                                   | Prêmio                                         | Resultado | Ref.          |
| ---- | --------------------------------------------- | ------------------------------------------ | ---------------------------------------------- | --------- | ------------- |
| 2006 | Além de Mim (Banda: NX Zero)                  | MTV - Video Music Brasil (VMB)             | Melhor clipe de banda revelação                | Indicado  |               |
| 2006 | Quem já perdeu um sonho aqui? (Banda: Hateen) | MTV - Video Music Brasil (VMB)             | Melhor clipe de banda revelação                | Venceu    |               |
| 2019 | A Linha                                       | Festival Internacional de Cinema de Veneza | Melhor Experiência em Realidade Virtual        | Venceu    | [ 20 ]        |
| 2020 | A Linha                                       | Television Academy Primetime Emmy          | Inovação Excepcional em Programação Interativa | Venceu    | [ 21 ] [ 22 ] |